# Conops nobilis
Conops nobilis är en tvåvingeart som beskrevs av Samuel Wendell Williston  1892. Conops nobilis ingår i släktet Conops och familjen stekelflugor. Inga underarter finns listade i Catalogue of Life.